# Хейманс (лунный кратер)
Кратер Хейманс (лат. Heymans) — крупный древний ударный кратер в северной приполярной области обратной стороны Луны. Название присвоено в честь бельгийского физиолога Корнея Хейманса (1892—1968) и утверждено Международным астрономическим союзом в 1970 г. Образование кратера относится к нектарскому периоду.

## Описание кратера

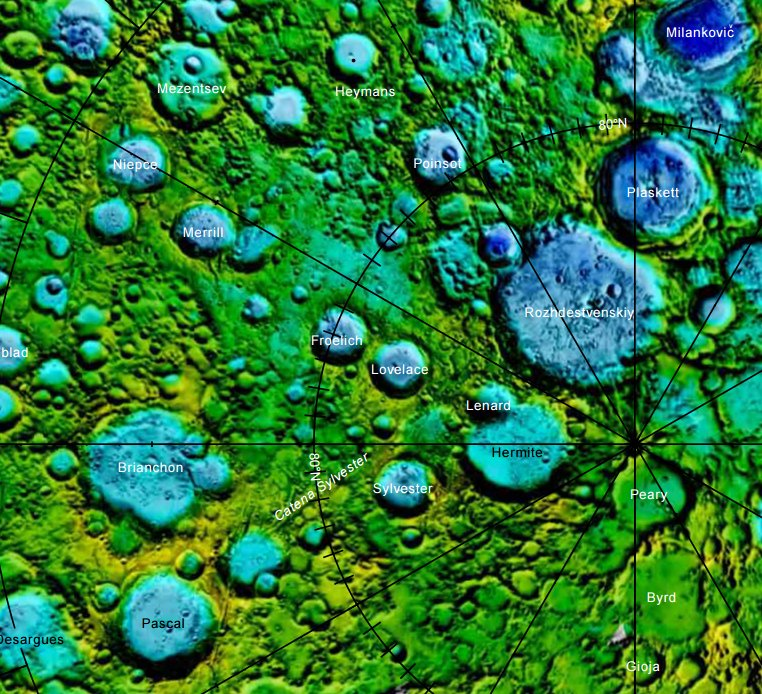
Окрестности кратера Хейманс. Фрагмент карты обратной стороны Луны.

Ближайшими соседями кратера Хейманс являются кратер Тиссен на западе; кратер Пуансо на севере; кратер Мезенцев на юго-востоке и кратер Гиппократ на юге. Селенографические координаты центра кратера 74°46′ с. ш. 144°56′ з. д. / 74,76° с. ш. 144,94° з. д., диаметр 46,5 км, глубина 2,3 км
Кратер Хейманс имеет близкую к циркулярной форму и значительно разрушен. Вал сглажен, отмечен множеством мелких кратеров, северная часть вала перекрыта приметным небольшим кратером, южная-юго-восточная часть – скоплением кратеров, юго-восточный участок вала несколько спрямлен. Внутренний склон вала широкий, равномерный про периметру. Высота вала над окружающей местностью достигает 1120 м, объем кратера составляет приблизительно 2000 км³. Дно чаши ровное, вероятно переформированное лавой, испещрено множеством мелких кратеров. Юго-западнее центра расположен одиночный небольшой округлый пик.

## Сателлитные кратеры

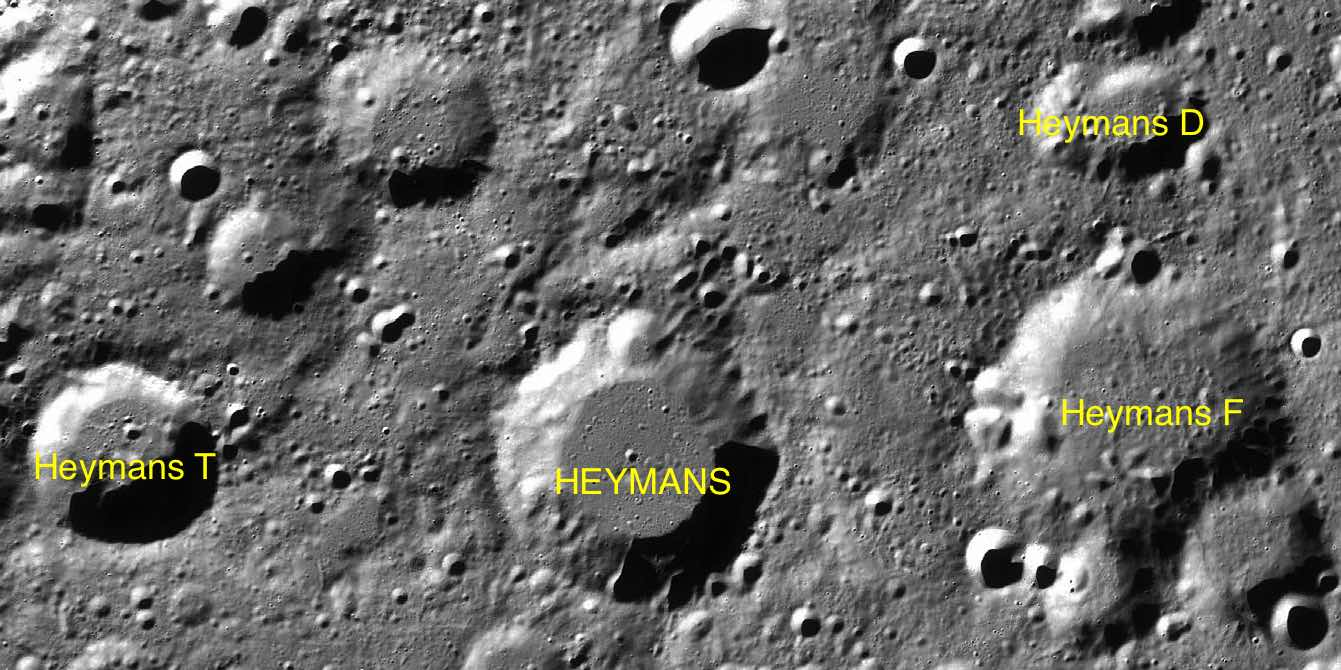
Фрагмент карты LAC-8.

| Хейманс | Координаты                                             | Диаметр, км |
| ------- | ------------------------------------------------------ | ----------- |
| D       | 76°18′ с. ш. 133°11′ з. д. / 76,3° с. ш. 133,19° з. д. | 28,5        |
| F       | 74°38′ с. ш. 134°18′ з. д. / 74,64° с. ш. 134,3° з. д. | 53,0        |
| T       | 74°42′ с. ш. 155°44′ з. д. / 74,7° с. ш. 155,73° з. д. | 31,7        |

## См.также
- Список кратеров на Луне
- Лунный кратер
- Морфологический каталог кратеров Луны
- Планетная номенклатура
- Селенография
- Минералогия Луны
- Геология Луны
- Поздняя тяжёлая бомбардировка